# Atlantic (schip, 1871)
De SS Atlantic was een viermaster en het tweede passagiersschip van de rederij White Star Line en voer op de lijn Liverpool - Halifax.

## De ramp
Op 20 maart 1873 vertrok de SS Atlantic voor haar negentiende trip richting Nova Scotia met 952 man aan boord waarvan 835 passagiers.
Door een reeks van menselijke fouten, geen wacht in het nest, de vuurtoren niet gezien, de kapitein niet gewaakt bij het naderen van de kust, de snelheid niet verminderd en een afwijking van de koers kwam het schip op de rotsen van Marr's Head op 50 meter voor het eiland Meagher's Island in de nacht van 1 april 1873.
Mensen uit de vissersdorpen Terence Bay en Lower Prospect kwamen te hulp en konden 371 mensen redden. Verschillende weken na de ramp werden er lijken geborgen en kon men lijken zien liggen op de bodem. In totaal schommelt het aantal doden rond de 585.
Er is een museum aan de SS Atlantic gewijd in Halifax en twee herdenkingspunten werden voorzien van infoborden. Het wrak ligt er nog steeds op een diepte tussen 12 en 20 meter.